# Sorió
Sorió es una pedanía de Játiva (Valencia, España) que en 2013 contaba con una población de 23 habitantes (INE).
Se encuentra situada a unos 2 km por carretera al norte de Játiva en dirección a la Llosa de Ranes, al lado del rio Cañoles. Fue agregado al municipio de Játiva en 1845.